# Notre Parti républicain
Ne doit pas être confondu avec Parti des patriotes.
Le Uri-gonghwadang, forme de romanisation révisée (hangeul : 우리공화당 ; hanja : 우리共和黨), généralement appelé « Notre Parti républicain » en français, est un parti politique de république de Corée (Corée du Sud), actif de 2017 à 2020.
Partisan de la présidente Park Geun-hye, la formation est fondée par des dissidents du Saenuridang (en) (Parti de la Nouvelle Frontière), lui-même issu d'une scission du Jayuhankukdang.

## Histoire
Le parti est créé par le 8 juillet 2017.
Les membres du Parti des patriotes coréens sont d’ardents défenseurs de la présidente Park Geun-hye, touchée par le scandale Choi Soon-sil en décembre 2016 et destituée par la Cour constitutionnelle de Corée en mars 2017.
Lors de la venue de Donald Trump à l'Assemblée nationale en novembre 2017, Cho Won-jin, chef du parti, brandit une pancarte souhaitant le renforcement des relations avec les États-Unis,.
En janvier 2018, le parti organise une manifestation contre la présence de la délégation nord-coréenne aux Jeux olympiques d’hiver, qualifiés de « Jeux olympiques de Kim Jong-un de Pyongyang ». Le portrait du dirigeant suprême de la Corée du Nord est même brûlé durant le rassemblement.
Le 24 juin 2019, alors que le Daehanaegukdang (Parti des patriotes coréens) devient le Urigonghwadang (Notre Parti républicain), Hong Moon-jong (en) et Cho Won-jin (en) sont désignés pour co-présider le parti. À l'origine, le parti avait prévu de changer son nom en tant que Nouveau Parti républicain (신 공화당),, mais a fait face à un problème juridique. Le parti a affirmé que le nouveau nom venait de Park Geun-hye elle-même.
En mars 2020, le parti a fusionné avec le Parti de l'unification de la liberté (en) pour former le Parti républicain de la liberté (en).